# Stephen Toulmin
Stephen Edelston Toulmin (Londres, 25 de marzo de 1922 - Los Ángeles, 4 de diciembre de 2009) fue un pensador inglés, nacionalizado estadounidense.

## Trayectoria
Stephen Toulmin nació en Londres, Inglaterra, el 25 de marzo de 1922. Sus padres fueron Geoffrey Edelson Toulmin y Doris Holman Toulmin. Fue profesor de humanidades de la Fundación Avalon en la Northwestern University. 
En 1942, Stephen obtuvo su grado de bachiller en artes en el King's College. Se doctoró en filosofía en la Universidad de Cambridge en 1948, donde trabajó junto a Ludwig Wittgenstein, cuyas ideas influyeron decisivamente en sus primeros textos. Muy pronto fue contratado por el Minister of Aircraft Production como oficial científico. 
Toulmin, que no era un jurista, realizó un estupendo aporte a la teoría de la argumentación ética, y también en la historia de la cultura. En años centrales de su vida trabajó entre Inglaterra y Estados Unidos; así, en 1960, Toulmin regresó a Londres como director de la unidad de historia de las ideas de la Fundación Nuffield. Por entonces, casado con June Goodfield, colaboraba con ella en una colección de libros de historia de la ciencia. Pero en 1965, Toulmin retornó a los Estados Unidos, para ejercer su enseñanza en diversas universidades. 
Fue en conjunto profesor universitario en Oxford, Melbourne (Australia), Leeds, Columbia, Dartmouth, Míchigan, Stanford, Chicago y South California. Era una persona especialmente querida por sus estudiantes, con los que guardó a menudo amistad. Tuvo una excelente colección de arte antiguo y moderno; fue cantante de música clásica y tocó la flauta, siempre en pos de equilibrio. 
Falleció en el Hospital Universitario de la Universidad de Southern California el 4 de diciembre de 2009. Estaba casado con su cuarta mujer, Donna, y dejaba dos hijos y dos hijas de su primer matrimonio.

## Balance
Influido por el pensador austríaco Ludwig Wittgenstein, Toulmin dedicó parte de su trabajo al análisis del razonamiento moral. A través de sus escritos buscó el desarrollo de argumentos prácticos que puedan ser usados eficientemente al evaluar la ética detrás de los asuntos morales. El modelo argumentativo de Toulmin explica desde el punto de vista lógico la estructura o el esquema al cual responde un texto argumentativo.
En la Universidad de California, Toulmin publicó Human Understanding: The Collective Use and Evolution of Concepts (1972), donde examina las causas y los procesos del cambio conceptual: La comprensión humana destaca por sus amplios y ponderados análisis en teoría de la ciencia. No hay que olvidar que, en 1967, Toulmin fue ejecutor literario del legado de su amigo íntimo Norman R. Hanson, de modo que se ocupó de la publicación póstuma de varios volúmenes de ella. 
También destacó Toulmin por La Viena de Wittgenstein, un excelente análisis del pensamiento vienés en el primer tercio del siglo XX, realizado con Allan Janik, quien se ocupó de los capítulos II-V. Este libro, clásico ya, estudiaba a fondo la ciudad de las paradojas que fue Viena; las ideas verbales decisivas entonces de Karl Krauss; las ideas de crítica social que circularon allí; la visión ética en Wittgenstein; el suicidio, tan evocado en su momento; en fin, el "lenguaje de la alienación", que formularon los vieneses en el cuadro intelectual, tan brillante, en el que vivió Wittgenstein, y que es aplicable a nuestra época a su juicio.
Su tardío Cosmópolis (1990), por su parte, supuso un informe histórico y crítico de la transición del mejor humanismo del siglo XVI al racionalismo autoritario del Iluminismo. La unificación severa del siglo XVII condujo a una centuria bélica que se cerró con la expulsión de los protestantes en Francia. Como dice Toulmin, para él Descartes y Newton fueron en su juventud los pilares del pensamiento y de la racionalidad pura; pero a finales de los años sesenta se sintió incómodo con esa versión simplificada de las ideas, dadas las transformaciones que veía a su alrededor; su visión se completó tras una lectura pública a fondo de Montaigne y estudiar su escepticismo. Encontró asimismo otra dimensión fundamental en Erasmo o en Shakespeare, que reivindicó como imprescindible y al menos complementaria de la científica.

## Obras
- An Examination of the Place of Reason in Ethics (1950). Tr.: 'El puesto de la razón en la ética, Madrid, Alianza, 1979.
- An Introduction to the Philosophy of Science (1953).
- The Uses of Argument (1958). Tr.: Los usos de la argumentación, Barcelona, Península, 2007.
- Metaphysical Beliefs, Three Essays (1957) con Ronald W. Hepburn y Alasdair MacIntyre.
- The Riviera (1961).
- Seventeenth century science and the arts (1961).
- Foresight and Understanding: An Enquiry into the Aims of Science (1961).
- The Architecture of Matter (1962) con June Goodfield.
- The Fabric of the Heavens: The Development of Astronomy and Dynamics (1963) con June Goodfield.
- Night Sky at Rhodes (1963).
- The Discovery of Time (1966) con June Goodfield. Tr.: El descubrimiento del tiempo, Barcelona, Paidós, 1990.
- Physical Reality (1970).
- Human Understanding: The Collective Use and Evolution of Concepts (1972). Tr.: La comprensión humana, Madrid, Alianza, 1972.
- Wittgenstein's Vienna (1972), con Allan Janik. Tr.: La Viena de Wittgenstein Madrid, Taurus, 1983.
- Knowing and Acting: An Invitation to Philosophy (1976).
- An Introduction to Reasoning (1979), con Allan Janik y Richard D. Rieke.
- The Return to Cosmology: Postmodern Science and the Theology of Nature (1985).
- El legado del positivismo lógico, con Herbert Feigl, Valencia, Teorema, 1981.
- The Abuse of Casuistry: A History of Moral Reasoning (1988), con Albert R. Jonsen.
- Cosmopolis: The Hidden Agenda of Modernity (1990). Tr.: Cosmópolis. El trasfondo de la modernidad, Barcelona, Península, 2001.
- Social Impact of AIDS in the United States (1993), con Albert R. Jonsen.
- Beyond theory - changing organizations through participation (1996), con Björn Gustavsen (como editores).
- Return to Reason (2001). Tr.: Regreso a la razón, Barcelona, Península, 2003.

### Obras traducidas al español
- La comprensión humana (1972). Madrid, Alianza.
- El puesto de la razón en la ética (1979). Madrid, Alianza.
- El legado del positivismo lógico (1981), con Herbert Feigl, Valencia, Teorema.
- La Viena de Wittgenstein (1983), con Allan Janik. Madrid, Taurus.
- El descubrimiento del tiempo (1990), con June Goodfield. Barcelona, Paidós.
- Cosmópolis: El trasfondo de la modernidad (2001). Barcelona, Península.
- Regreso a la razón (2003). Barcelona, Península.
- Los usos de la argumentación (2007). Barcelona, Península.